# Dany Florentine
Dany Nicolas Florentine (Kourou, 12 febbraio 2002) è un calciatore francese di origini guianesi, centrocampista del Progresso e della nazionale della Guyana francese.

## Carriera

### Club
Inizia a giocare a calcio nelle giovanili del Colomiers. Nel 2020 si trasferisce in Italia, firmando un contratto annuale – con opzione di rinnovo per una seconda stagione – il Sassuolo, che lo aggrega alla formazione Primavera.
Il 22 febbraio 2022 passa a parametro zero alla Pistoiese, in Serie C. Termina la stagione – conclusa con la retrocessione dei toscani in Serie D – con 3 presenze. Il 25 agosto torna alla Pistoiese. Il 19 dicembre 2023 rescinde consensualmente il contratto che lo legava al club arancione.

### Nazionale
Nel 2023 accetta la convocazione della nazionale della Guyana francese.

## Statistiche

### Presenze e reti nei club
Statistiche aggiornate al 27 ottobre 2024.
| Stagione         | Squadra          | Campionato       | Campionato | Campionato | Coppe nazionali | Coppe nazionali | Coppe nazionali | Coppe continentali | Coppe continentali | Coppe continentali | Altre coppe | Altre coppe | Altre coppe | Totale | Totale |
| Stagione         | Squadra          | Comp             | Pres       | Reti       | Comp            | Pres            | Reti            | Comp               | Pres               | Reti               | Comp        | Pres        | Reti        | Pres   | Reti   |
| ---------------- | ---------------- | ---------------- | ---------- | ---------- | --------------- | --------------- | --------------- | ------------------ | ------------------ | ------------------ | ----------- | ----------- | ----------- | ------ | ------ |
| feb.-giu. 2022   | Pistoiese        | C                | 3          | 0          | CI-C            | -               | -               | -                  | -                  | -                  | -           | -           | -           | 3      | 0      |
| 2022-2023        | Pistoiese        | D                | 29+1       | 3          | CI-D            | 2               | 0               | -                  | -                  | -                  | -           | -           | -           | 32     | 3      |
| set.-dic. 2023   | Pistoiese        | D                | 5          | 1          | CI-D            | 0               | 0               | -                  | -                  | -                  | -           | -           | -           | 5      | 1      |
| Totale Pistoiese | Totale Pistoiese | Totale Pistoiese | 37+1       | 4          |                 | 2               | 0               |                    | -                  | -                  |             | -           | -           | 40     | 4      |
| 2024-2025        | Progresso        | D                | 7          | 0          | CI-D            | 0               | 0               | -                  | -                  | -                  | -           | -           | -           | 7      | 0      |
| Totale carriera  | Totale carriera  | Totale carriera  | 45         | 4          |                 | 2               | 0               |                    | -                  | -                  |             | -           | -           | 47     | 4      |

### Cronologia presenze e reti in nazionale
| Cronologia completa delle presenze e delle reti in nazionale ― Guyana francese | Cronologia completa delle presenze e delle reti in nazionale ― Guyana francese | Cronologia completa delle presenze e delle reti in nazionale ― Guyana francese | Cronologia completa delle presenze e delle reti in nazionale ― Guyana francese | Cronologia completa delle presenze e delle reti in nazionale ― Guyana francese | Cronologia completa delle presenze e delle reti in nazionale ― Guyana francese | Cronologia completa delle presenze e delle reti in nazionale ― Guyana francese | Cronologia completa delle presenze e delle reti in nazionale ― Guyana francese |
| Data                                                                           | Città                                                                          | In casa                                                                        | Risultato                                                                      | Ospiti                                                                         | Competizione                                                                   | Reti                                                                           | Note                                                                           |
| ------------------------------------------------------------------------------ | ------------------------------------------------------------------------------ | ------------------------------------------------------------------------------ | ------------------------------------------------------------------------------ | ------------------------------------------------------------------------------ | ------------------------------------------------------------------------------ | ------------------------------------------------------------------------------ | ------------------------------------------------------------------------------ |
| 8-9-2023                                                                       | Devonshire                                                                     | Bermuda                                                                        | 0 – 0                                                                          | Guyana francese                                                                | CONCACAF Nations League 2023-2024 - 1º turno                                   | -                                                                              | 79’                                                                            |
| 13-10-2023                                                                     | Kingstown                                                                      | Saint Vincent e Grenadine                                                      | 1 – 4                                                                          | Guyana francese                                                                | CONCACAF Nations League 2023-2024 - 1º turno                                   | -                                                                              | 65’                                                                            |
| 16-10-2023                                                                     | Fort-de-France                                                                 | Guyana francese                                                                | 3 – 2                                                                          | Saint Vincent e Grenadine                                                      | CONCACAF Nations League 2023-2024 - 1º turno                                   | -                                                                              |                                                                                |
| 21-11-2023                                                                     | Fort-de-France                                                                 | Guyana francese                                                                | 3 – 0                                                                          | Bermuda                                                                        | CONCACAF Nations League 2023-2024 - 1º turno                                   | -                                                                              | 81’                                                                            |
| 23-3-2024                                                                      | Remire-Montjoly                                                                | Guyana francese                                                                | 1 – 1                                                                          | Haiti                                                                          | Amichevole                                                                     | -                                                                              | 64’                                                                            |
| 6-9-2024                                                                       | Remire-Montjoly                                                                | Guyana francese                                                                | 0 – 1                                                                          | Nicaragua                                                                      | CONCACAF Nations League 2024-2025 - 1º turno                                   | -                                                                              | 66’                                                                            |
| 11-9-2024                                                                      | Bacolet                                                                        | Trinidad e Tobago                                                              | 0 – 0                                                                          | Guyana francese                                                                | CONCACAF Nations League 2024-2025 - 1º turno                                   | -                                                                              | 59’                                                                            |
| Totale                                                                         |                                                                                | Presenze                                                                       | 7                                                                              |                                                                                | Reti                                                                           | 0                                                                              |                                                                                |